# Ca Mercadé (Valls)
Ca Mercadé és un edifici del municipi de Valls (Alt Camp) protegit com a bé cultural d'interès local.

## Descripció
Edifici entre mitgeres, que delimita el final dels carrers Major i d'en Simó, en trobar el carrer de Sant Antoni. El cos principal dona al carrer de Sant Antoni, i és de planta baixa i 3 pisos. A la planta baixa hi ha una botiga amb decoració de rajoles de figuració noucentista, decoració que recorre tota la planta baixa en els carrers Major i Sant Antoni. La façana està distribuïda simètricament seguint un eix vertical. Al primer pis hi ha un balcó corregut, amb dues portes allindanades. El segon pis té dues parelles de finestres amb arc de mig punt. El tercer pis presenta dues finestres rectangulars, amb barana. L'acabament és en terrat pla amb barana, damunt d'una cornisa decorativa que simula la forma d'un frontó. La decoració es limita a un resseguiment de les llindes, i uns esgrafiats senzills a la banda del carrer Major.

## Història
Inicialment, l'edifici fou residència de la família Mercadé que, a més, tenien a la planta baixa una botiga de ceràmiques i articles de regal, una botiga, d'estil modernista inaugurada el 1912. Posteriorment va ser bastida la botiga actual, d'estil noucentista, segons projecte d'Eduard Casvells i de Pellicer. En l'actualitat, els fills de Pau Mercadé segueixen residint-hi, mentre que la botiga ha esdevingut un comerç dedicat a la venda de productes químics. Així i tot, es conserva la decoració de l'establiment original.